# Euxoa labradoriensis
Euxoa labradoriensis là một loài bướm đêm trong họ Noctuidae.